# Assunta Spina (film, 1915)
Pour les articles homonymes, voir Assunta Spina.
Pour plus de détails, voir Fiche technique et Distribution.
Assunta Spina est un film dramatique italien réalisé par Gustavo Serena, sorti en 1915, d'après un scénario de Gustavo Serena et Francesca Bertini.
Il s'agit d'une adaptation de la pièce de théâtre de 1909 de Salvatore Di Giacomo. Le film dure 1h13. 
Ce film muet du début du siècle présente déjà quelques-unes des caractéristiques du néoréalisme (période qui va de 1942 jusqu'aux années 1950).

## Synopsis
Assunta Spina est lavandière. Son compagnon Michele reçoit un jour une lettre anonyme affirmant que sa conjointe est courtisée par le pressant Di Raffaele. Au cours d'un repas, Assunta danse avec cet homme, ce qui rend Michele fou de rage. Il la défigure, puis est arrêté et condamné. Assunta Spina, qui souhaite se rapprocher de Michele, décide de devenir la maîtresse du vice-chancelier, Federigo Funelli.

## Fiche technique
- Titre original : Assunta Spina
- Réalisation : Gustavo Serena
- Scénario : Gustavo Serena et Francesca Bertini d'après la pièce de théâtre de Salvatore Di Giacomo
- Photographie : Alberto G. Carta
- Décors : Alfredo Manzi
- Production : Giuseppe Barattolo
- Société de production : Caesar Film
- Pays d'origine :  Royaume d'Italie
- Format : noir et blanc - muet - 1,33:1
- Durée : 72 minutes

## Distribution
- Francesca Bertini : Assunta Spina
- Gustavo Serena : Michele Boccadifuoco
- Carlo Benetti : Don Federigo Funelli
- Luciano Albertini : Raffaele
- Amelia Cipriani : Peppina
- Antonio Cruichi : le père d'Assunta
- Alberto Collo : l'officier
- Alberto Albertini